# Przywra krwi
Przywra krwi, przywra żylna (Schistosoma haematobium) – gatunek płazińca z gromady przywr digenetycznych, którego żywicielem ostatecznym jest zazwyczaj człowiek. W organizmie człowieka pasożyt dożywa od 5 do 18 lat, natomiast choroba którą wywołuje zwana jest schistosomatozą lub inaczej bilharcjozą. Dorosła postać płazińca żyje w naczyniach krwionośnych, gdzie żywi się krwią.

## Cechy charakterystyczne
Przywra krwi, w przeciwieństwie do większości płazińców jest gatunkiem rozdzielnopłciowym. Obie płcie występują zawsze razem, bowiem spłaszczone fałdy ciała, znajdujące się po brzusznej stronie samców, tworzą rynienkę, w której na stałe ulokowana jest samica. Samce posiadają grzbietobrzusznie spłaszczone ciało, którego długość oscyluje wokół 12–15 mm. Samice natomiast w przekroju są niemalże okrągłe, a ich walcowate ciała osiągają długość 16–20 mm.

## Występowanie
Najczęstsze występowanie przywry krwi na świecie odnotowuje się na terenach związanych z zachodnim, jak i północnym wybrzeżem Afryki. Bezkręgowca można jednak spotkać również i na Bliskim Wschodzie, w krajach graniczących z akwenem Morza Śródziemnego.

## Żywiciele
Żywicielem pośrednim przywry krwi jest ślimak słodkowodny, pochodzący głównie z rodziny Bulinidae, natomiast żywicielem ostatecznym dla przywry jest człowiek, ewentualnie małpa.

## Cykl życiowy
Dojrzałe stadia przywr pasożytują w naczyniach krwionośnych człowieka, zlokalizowanych w obrębie miednicy. W tym rejonie organizmu dochodzi również do kopulacji oraz zapłodnienia jaj, które następnie składane są przez samicę w drobnych naczyniach włosowatych pęcherza moczowego. Jaja wyposażone są w ostry kolec, dzięki któremu mogą przebić ściany naczyń organu, by wraz z moczem przedostać się do środowiska zewnętrznego. Dalszy rozwój jaj uzależniony jest od obecności wody, bowiem tylko w środowisku wodnym jaja są w stanie przekształcić się w kolejne stadia rozwojowe, zwane miracidiami. Te niewielkie, wolno żyjące larwy wyposażone są w wieniec rzęsek, dzięki którym mogą swobodnie poruszać się w toni wodnej. Długość życia miracidiów to około 48 godzin. W tym czasie wnikają one do organizmu ślimaka, gdzie też przekształcają się w sporocysty. Sporocysta rozmnaża się partenogenetycznie dając drugie pokolenie sporocyst. Te natomiast, dzieląc się, dając kolejne stadia rozwojowe zwane cerkariami. Cerkarie opuszczają ciało ślimaka i wwiercają się w skórę żywiciela ostatecznego, który obecny był w wodzie. Po organizmie gospodarza larwy przemieszczają się wraz z krwią, dlatego też najpierw trafiają one do płuc, a następnie do serca. Pod koniec wędrówki znajdują się one w dużym obiegu krwi żywiciela, gdzie też osiągają dojrzałość płciową i są zdolne do rozmnażania.

## Znaczenie dla człowieka
Główne konsekwencje wynikające z obecności przywry krwi w organizmie człowiek ponosi w wyniku okaleczenia naczyń krwionośnych pęcherza moczowego przez pasożyta, ponieważ stanowi to przyczynę wielu chorób tego narządu (w szczególności raka płaskonabłonkowego pęcherza).